# Philippe Pfister
Philippe Pfister (geboren am 4. Oktober 1963 in Altishofen LU, heimatberechtigt in Altishofen LU) ist ein Schweizer Journalist und Berater.

## Werdegang
Philippe Pfister studierte Geschichte und Publizistikwissenschaft an der Universität Zürich und absolvierte von 2004 bis 2009 den Nachdiplom-Studiengang Philosophie + Management an der Universität Luzern. Er war für diverse regionale und überregionale Tages- und Wochenpublikationen tätig, unter anderem Reporter und Chefreporter für den Blick, bevor er 1999 zur SonntagsZeitung wechselte, wo er 2001 die Leitung des Nachrichtenressorts übernahm. 2007 wurde er Chefredaktor der Pendlerzeitung News. Von 2009 bis 2016 war er stellvertretender Chefredaktor des SonntagsBlicks in Zürich. Von 2017 bis April 2025 war er Chefredaktor des Zofinger Tagblatts und Mitglied der Geschäftsleitung der ZT Medien AG. Heute ist er als Berater tätig. Er ist mit Birgit Pfister verheiratet und lebt in Zürich und Sorengo TI.

## Publikationen
- Oliver Zihlmann, Philippe Pfister: Der Fall Borer. Fakten und Hintergründe eines Medienskandals. Werd Verlag, Zürich 2003, ISBN 3-85932-436-5.
- Helmut Holzhey: Wunder. «Ich nehme das Wort nicht leichtfertig in den Mund». Meine Lebensgeschichte. Aufgezeichnet in Zusammenarbeit mit Philippe Pfister. Schwabe, Basel 2023, ISBN 978-3-7965-4835-2.